# 동원수산
동원수산 주식회사는 대한민국의 수산업 기업으로, 이름이 유사한 동원그룹과 무관하다.

## 역사
고 왕윤국 동원수산 명예회장이 1954년 신흥냉동이라는 이름으로 부산에 설립한 회사로 1970년 사명을 현재의 것으로 변경했다. 2008년 아들인 왕기철 전 부회장이 회사를 이끌다가 2023년 왕기용(Wang ki yong Jr) 사장(왕기철 부회장의 조카)과 왕인상 부사장(전문경영인)을 새 공동대표로 회사를 이끌고 있다.

## 분쟁
왕기철 부회장과 왕 부회장의 의붓어머니이자 박경임 왕윤국 명예회장의 후처 사이에서 경영권 분쟁이 있었다.
2023년 동원수산의 지분 6.59%를 행동주의 펀드인 보아스에셋이 매수하였다.
최대주주 측 지분율이 20.07%에 불과해 경영권 방어에 취약하다.

## 계열사
- 위해동원식품(유), SANWON LTD., (주)유왕, WEIHAI YK TRADING, (주)윤국식품, (주)와이케이푸드서비스, DW NEW ZEALAND, (주)유왕식품